# NGC 5340
NGC 5340 este o galaxie spirală situată în constelația Ursa Mică. A fost descoperită în 6 mai 1886 de către Lewis A. Swift.